# Каллови, Розелла
Розелла Каллови (итал. Rossella Callovi, род. 5 апреля 1991, Клес, Трентино-Альто-Адидже) — итальянская профессиональная шоссейная и трековая велогонщица.

## Карьера
На треке она завоевала бронзовую медаль в командной гонке преследования среди юниорок на чемпионате Европы по трековому велоспорту 2008 года. На шоссе она завоевала серебряную медаль в групповой гонке на юниорском чемпионате мира 2008 года.
В следующем году, в России, она стала чемпионкой мира среди юниоров по шоссейному велоспорту, опередив Полин Ферран-Прево. В том же году она заняла шестое место на юниорском чемпионате Европы по шоссейному велоспорту.
В 2008 и 2009 годах она получила юниорский «Оскар» TuttoBici.
На чемпионате Европы по трековому велоспорту 2010 года она участвовала в командной гонке преследования. Хорошие результаты позволили ей отобраться на групповую гонку на чемпионате мира в Мельбурне. Она снялась с соревнований, но приняла участие в победе своей соотечественницы, Джорджии Бронцини.
В 2011 году она перешла в итальянскую команду MCipollini-Giordana. Она добилась неплохих результатов, в частности, заняла второе место на Гран-при Вальядолида, одном из этапов Кубка мира.
С 2012 по 2014 годы она выступала за команду Diadora-Pasta Zara, которая каждый год меняла своё название.
В 2015 году она провела последний год в составе команды Top Girls Fassa Bortolo и завершила карьеру в возрасте 24 лет.

## Достижения

### Шоссе
2008
 Чемпионат мира среди юниоров — групповая гонка
2-я на Чемпионате Италии — групповая гонка U19
2009
 Чемпионат мира среди юниоров — групповая гонка
6-я на Чемпионате Европы — групповая гонка U19
2011
2-я на Гран-при Вальядолида
2-я на Гран-при коммуны Корнаредо
3-я на Гран-при Чам-Хагендорн
10-я на Чемпионате Европы — групповая гонка U23

### Трек
2008
 Чемпионат Европы для юниоров и гонщиков до 23 лет — командная гонка преследования

## Статистика выступления наГранд-турах
| Гонка / Год | 2011 | 2014 |
| ----------- | ---- | ---- |
| Джиро Роза  | DNF  | DNF  |

## Рейтинги
| Год                 | 2010 | 2011 | 2012 | 2013  |
| ------------------- | ---- | ---- | ---- | ----- |
| Мировой рейтинг UCI | 69-й | 38-й | -    | 412-й |
|                     |      |      |      |       |
| Источник: UCI       |      |      |      |       |

## Награды
- Оскар TuttoBici[фр.] (2008 и 2009)